# Macromitrium nanothecium
Macromitrium nanothecium är en bladmossart som beskrevs av C. Müller och Cardot in Grandidier 1915. Macromitrium nanothecium ingår i släktet Macromitrium och familjen Orthotrichaceae. Inga underarter finns listade i Catalogue of Life.